# 托莫·米利塞维奇
托米斯拉夫·“托莫”·米利塞维奇 （英文：Tomislav "Tomo" Miličević，塞爾維亞-克羅埃西亞語發音：[tǒːmo milǐːt͡ʃevit͡ɕ]；出生于1979年9月3日）是一名美国音乐艺人和制作人。2003年至2018年，他曾担任摇滚乐队30秒上火星的主音吉他手。他出生于萨拉热窝，但在美国长大，在1980年代初期米利塞维奇一家移居到了密歇根州特洛伊市 。他活跃于当地的重金属音乐圈，参与了一些乐队，并共同创立了乐队Morphic。2003年，他加入了30秒上火星，并在第二张专辑《美丽的谎言》 (2005年)发行后随着乐队的成功而变得知名。 随后的两张专辑，《全面开战》 (2009年)和《爱 欲 信 + 梦》(2013年)则收到的进一步好评和商业上的成功。
米利塞维奇同时是一位音乐制作人，也与他人进行过一系列的合作。在整个2010年代，他参与了Dommin的一张专辑，与Ivy Levan合作过好几张作品，包括Introducing the Dame(2013年)和No Good(2015年)。 米利塞维奇实验过各种各样的吉他效果，并从多种类型的音乐中吸取特点形成了自己的风格。

## 早年生活
托莫·米利塞维奇于1979年9月3日出生在一个居住于波斯尼亚和黑塞哥维那萨拉热窝（随后成为前南斯拉夫社会主义联邦共和国的一部分）的克罗地亚家庭。 他的父母为Tonka和Damir Miličević。 他有一个姐姐伊凡娜，以及一个弟弟菲利普（Filip）。他的父亲曾从事农业工程，而他的母亲曾是一名医生。他的家人于1982年移居至美国，米利塞维奇的弟弟菲利普在那里出生。 他们多次来往于各个城市，最终长期定居于密歇根州特洛伊，这时米利塞维奇入读三年级以避免卷进波斯尼亚战争。他说，如果他的家人没有移民，他“将在16岁前入伍，并在前线战斗到17岁”。 搬到美国后，他的父母曾在特洛伊和底特律的制造业中工作。几年后，他们建立了自己的生意。
米利塞维奇在童年时期受到他叔叔Željko "Bill" Miličević的影响，上课学习小提琴并对古典乐产生了兴趣。他的叔叔其实是一名出色的小提琴演奏家，并在密歇根州罗切斯特的奥克兰大学兼任音乐教授。 “实际上，我生来就应该是一名现场小提琴演奏家”，他解释说。大概在他11岁时，米利塞维奇首次接触到重金属音乐。 他的父母支持他开始弹奏吉他的决定，所以他和他父亲一起制作了他的第一把吉他。高中时期，他开始创作自己的音乐，与此同时参与了一些当地的乐队。
米利塞维奇在1990年代初期获得了他的美国公民身份。 他入读了奥克兰社区学院的烹饪学校，并成为了一名合格的专业主厨和糕点师，曾在底特律市区的数个餐馆工作。他毕业于特洛伊的雅典高中，然后搬到洛杉矶与他的姐弟伊万娜和菲利普重聚。三姐弟说服父母允许他们离开特洛伊并在洛杉矶定居，他们在那里开了一家餐厅。

## 音乐生涯
1990年代后期，米利塞维奇开始参与了一些特洛伊本土的乐队。 2000年，他与一些朋友共同创立了乐队Morphic。这支乐队最早被命名为Loki，直到确定了它的最终名称。2001年以前，该乐队在密歇根州的一些小场馆和俱乐部中表演，并录制了一些样本歌曲。2002年，米利塞维奇退出了乐队，几乎要准备放弃他的音乐生涯。然而，经纪人Arthur Spivak，曾经在Morphic的一次演出中见过米利塞维奇表演，在此期间他告诉他有一个试演30秒上火星的机会。米利塞维奇成功完成试演，替代了原来的吉他手索伦·比克斯勒，接着决定搬到洛杉矶。截至2003年，该乐队包括米利塞维奇、主唱和节奏吉他手杰瑞德·莱托、鼓手香农·莱托和贝斯手马特·沃赫特。2003年2月，乐队在电视节目The Late Late Show with Craig Kilborn完成了米勒塞维奇加入后的首秀。

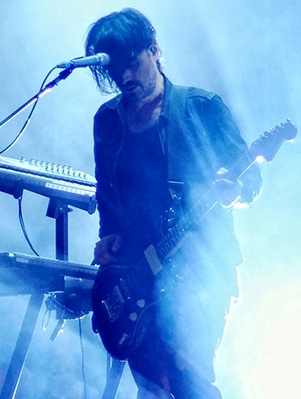
米利塞维奇于2013年7月在意大利帕多瓦演出

2004年3月，30秒上火星回归录音室，开始创作他们的第二张专辑《美丽的谎言》。 为了配合杰瑞德·莱托的演艺事业，乐队跟随前往了四个不同的大陆。《美丽的谎言》于2005年8月30日在美国发行。借助乐队的持续的巡演和在主流音乐界取得成功的单曲The Kill，这张专辑在全世界售出了超过四百万张，收到了多个国家的销量认证，其中包括在美国的白金唱片认证。这张专辑的巡演周期里，乐队在好几个重要的音乐节中演出，包括罗斯基勒音乐节、Pinkpop、Rock am Ring及Download Festival的。
2008年8月，在录制第三张专辑的过程中，30秒上火星试图与一个新的唱片公司签约，这一举动促使EMI（维京唱片的母公司）控诉乐队违反合约并索赔三千万美元。 经过近一年的诉讼对峙，2009年4月28日，乐队宣布，基于德哈维兰法律的一项辩护，这一案件已经得到了解决。随后，30秒上火星与EMI签订了新的合约，并在2009年12月释出了广受好评的第三张专辑《全面开战》 。
《全面开战》在十几个国家的专辑销量榜中进入了前十，并赢得了许多音乐奖项。 乐队在2010年2月开启了巡演Into the Wild Tour，成为了当年工作最勤勉的巡演艺人之一。 2011年12月，凭借超过300场的表演，他们被作为在一个专辑周期内现场演出数量最多的乐队被记入吉尼斯世界记录 。米利塞维奇与美国乐队Dommin合作演出了Cutting Crew的歌曲(I Just) Died in Your Arms，这首歌曲被收录在Dommin专辑Love Is Gone (2010年)的特别版中。 2012年，他开始为美国歌手Ivy Levan担任制作人。 Levan在签署唱片公司Cherrytree Records后，Levan发布的EPIntroducing the Dame(2013年)，米利塞维奇合作参与了这张EP的创作，他谱写并为一些歌曲担任制作人。
通过环球音乐集团，30秒上火星于2013年5月发行了他们的第四张专辑《爱 欲 信 + 梦》。它收到了大体积极的评价，并在超过十五个国家的专辑销量榜中达到前十名，其中包括英国和美国。为了宣传这张专辑，乐队进行了巡演 Love, Lust, Faith and Dreams Tour，并与乐队Linkin Park开展联合巡演Carnivores Tour。 经过与维京唱片多年来充满波折的合作，2014年4月，30秒上火星宣布他们已经与这家唱片公司解约。 2015年，借助米利塞维奇与制作人Patrick Nissley的运作，Ivy Levan发行了首张专辑 No Good。米利塞维奇还谱写并演奏了其中部分歌曲。 2018年4月，通过新视镜唱片，30秒火星释出了他们的第五张专辑《美利坚》。在宣传这一专辑的巡演Monolith Tour进行的过程中，乐队宣布，米利塞维奇出于个人原因将暂时地离开巡演。 2018年6月，他正式宣布自己退出乐队。

## 艺术风格
米利塞维奇在他很小的时候便学习音乐和小提琴，是一位受到古典音乐教育的音乐表演者。 在他的早年，他便已受到了爵士和古典音乐的影响，从小听着诸如Stéphane Grappelli、John McLaughlin、帕科·德卢西亚和Al Di Meola等人所演奏的音乐。 他自身的族裔背景、来自于底特律地区多样化的文化和社群，在米利塞维奇成长为一个音乐人的过程中起到至关重要的作用。他开始接触重金属音乐后对吉他演奏产生了兴趣，他成为了Pantera、金属乐队和杀手乐队等金属乐队的忠实粉丝。 当米利塞维奇开始创作他自己的音乐，他将Pantera的Vulgar Display of Power视为一张对他影响尤为重要的专辑。他认识到自己在表现情绪和激情这些摇滚音乐特定要素上的“天赋”，并进一步地投入到吉他演奏之中。 米利塞维奇解释说，“我曾经听过的所有音乐，在某种程度上来说，都启发了我的音乐事业”。他一边听前卫摇滚和蓝调音乐一边长大，包括吉米·德里克斯、平克·弗洛伊德以及齐柏林飞船等团体的作品。 主要影响到他的还包括另类摇滚乐队，比如涅槃乐队和碎南瓜乐队。 他同时也受到了电子音乐的启发，包括治疗乐队和Depeche Mode的音乐。
米利塞维奇说，在从事音乐的过程中，他对于创作过程的热情是驱使他不断地工作并重新塑造自己的风格的理由。 杂志The Blade的Rod Lockwood认为他的音乐是“充满推进力和活力的，在U2、治疗乐队和经典摇滚的风格基础上，拥有一种宏大的、颂歌般的声音”。 Artistdirect称赞了他在专辑《美丽的谎言》中给出了“美丽而复杂的吉他演奏”。 Chicago Music Guide的一位写手赞扬他在专辑《全面开战》中带来了“充满想象的效果” 。Guitar Edge 指出，这张专辑的吉他部分“自成一派”，强调了其“强烈的氛围感”和“高超的吉他旋律”的。米利塞维奇在《爱 欲 信 + 梦》中尝试演奏了不同的乐器，并受到了不同音乐风格的启发。 除了吉他和小提琴，米利塞维奇也能熟练地演奏贝斯、键盘和打击乐器，并能在现场演出中提供和声。

## 个人生活
米利塞维奇的直系亲属包括他的妹妹女演员伊凡娜，和他的弟弟摄影师菲利普。他是奥克兰大学音乐教授Željko "Bill" Miličević的侄子。2011年7月，米利塞维奇与他相识已久的女朋友维姬·博桑科在希腊克里特岛举行婚礼。在洛杉矶生活了十多年以后，2014年8月，米利塞维奇与他的妻子回到密歇根州并移居到底特律Indian Village。他把自己形容为在底特律音乐环境下成长起来的“密歇根州的孩子”。同时，他还解释他与这座城市之间有“根深蒂固的紧密联系”。米利塞维奇是一名素食主义者，支持保护动物权利。他曾参与过Best Friends Animal Society组织的一些项目。 在2008年美国总统选举中，米利塞维奇支持当时伊利诺伊州的参议员奥巴马。 2008年6月，他参与了国际仁人家园组织的工作，与30秒上火星一起帮助修复了一处房屋以相应大洛杉矶地区的"A Brush With Kindness"项目。

## 作品列表
参与录制的30秒上火星录音室专辑
- 美丽的谎言 (2005年)
- 全面开战 (2009年)
- 爱 欲 信 + 梦 (2013年)
- 美利坚 (2018年)

## 脚注
1. ↑  Hall, David. . The Orange County Register. October 9, 2013  [January 28, 2014]. （原始内容存档于2020-10-04）.
2. 1 2 3 4  Graff, Gary. . The Oakland Press. August 27, 2014  [February 19, 2016]. （原始内容存档于2017-09-29）.
3. 1 2 3 4 5 6 7  Karan 2010，第84頁.
4. 1 2 3 4 5 6 7 8 9 10 11  Anderson, Philip. . Kaos2000 Magazine. April 19, 2006  [August 29, 2013]. （原始内容存档于2012-02-26）.
5. 1 2  Wappler, Margaret. . Dame. February 8, 2013  [February 19, 2016]. （原始内容存档于2020-09-24）.
6. 1 2  Politte 2010，第7頁.
7. ↑  . SoundClick.   [February 24, 2016]. （原始内容存档于2016-03-04）.
8. ↑  Hill 2004，第74頁.
9. ↑  Roth, Kaj. . Melodic. March 16, 2004  [August 29, 2013]. （原始内容存档于2013-09-23）.
10. ↑  Winwood 2012，第22頁.
11. ↑  Leahey, Andrew. . AllMusic. All Media Network.   [May 18, 2013]. （原始内容存档于2018-10-03）.
12. ↑  . Marek Lieberberg Konzertagentur, Rock am Ring.   [August 23, 2016]. （原始内容存档于2021-03-16）.
13. ↑  Kreps, Daniel. . Rolling Stone. August 18, 2008  [July 29, 2011]. （原始内容存档于2013-03-11）.
14. ↑  Brown, August. . Los Angeles Times. November 29, 2009  [July 29, 2011]. （原始内容存档于2012-11-03）.
15. ↑  Martens, Todd. . Los Angeles Times. April 28, 2009  [July 29, 2011]. （原始内容存档于2012-07-20）.
16. 1 2  Schillaci, Sophie. . The Hollywood Reporter. October 17, 2011  [February 11, 2014]. （原始内容存档于2018-11-06）.
17. ↑  Crowder, Ryan. . Business Wire. March 10, 2011  [August 30, 2013]. （原始内容存档于2019-06-24）.
18. ↑  . Roadrunner Records. July 12, 2011  [February 25, 2016]. （原始内容存档于2016-03-05）.
19. ↑  . South by Southwest.   [March 10, 2016]. （原始内容存档于2016-03-11）.
20. ↑   (音像媒体说明). 缺少或|title=为空 (帮助)
21. ↑  Maguire, Chris. . AltSounds. May 21, 2013  [September 10, 2013]. （原始内容存档于2013-07-19）.
22. ↑  Childers, Chad. . Loudwire. Townsquare Media. March 4, 2014  [October 23, 2014]. （原始内容存档于2020-11-09）.
23. ↑  Hampp, Andrew. . Billboard. April 25, 2014  [April 28, 2014]. （原始内容存档于2019-04-21）.
24. ↑  . AllMusic. All Media Network.   [March 10, 2016]. （原始内容存档于2018-06-13）.
25. ↑  . BBC. June 12, 2018  [June 12, 2018]. （原始内容存档于2020-09-25）.
26. ↑  Bekker & Fuger 2005，第C9頁.
27. ↑  Elfman, Doug. . Las Vegas Review-Journal. December 31, 2010  [March 11, 2016]. （原始内容存档于2016-03-23）.
28. ↑  Andreen, Amanda. . The Music Edge. September 9, 2005  [March 11, 2016]. （原始内容存档于2005-10-30）.
29. ↑  Yates 2010，第50頁.
30. ↑  Kawatra, Isha. . Daily Trojan. October 11, 2013  [March 11, 2016]. （原始内容存档于2016-03-21）.
31. 1 2  Politte 2010，第8頁.
32. ↑  Lockwood 2006，第43頁.
33. ↑  . Artistdirect.   [November 26, 2015]. （原始内容存档于2015-06-13）.
34. ↑  Vega, Tanya. . Chicago Music Guide. April 16, 2010  [March 11, 2016]. （原始内容存档于2015-11-25）.
35. ↑  Benjamin, Jeff. . Fuse. March 20, 2013  [July 6, 2014]. （原始内容存档于2020-08-10）.
36. ↑  . Buzznet. SpinMedia. July 7, 2011  [March 15, 2016].[]
37. ↑  Graff, Gary. . The Oakland Press. August 28, 2014  [February 19, 2016]. （原始内容存档于2017-12-01）.
38. 1 2  . Look to the Stars. May 6, 2014  [March 15, 2016]. （原始内容存档于2017-12-01）.
39. ↑  Colothan, Scott. . Gigwise. Giant Digital. November 7, 2008  [August 2, 2011]. （原始内容存档于2020-08-09）.
40. ↑  . abeautifullie.org. June 30, 2008  [September 12, 2013]. （原始内容存档于2011-10-05）.